# Nick Greiner

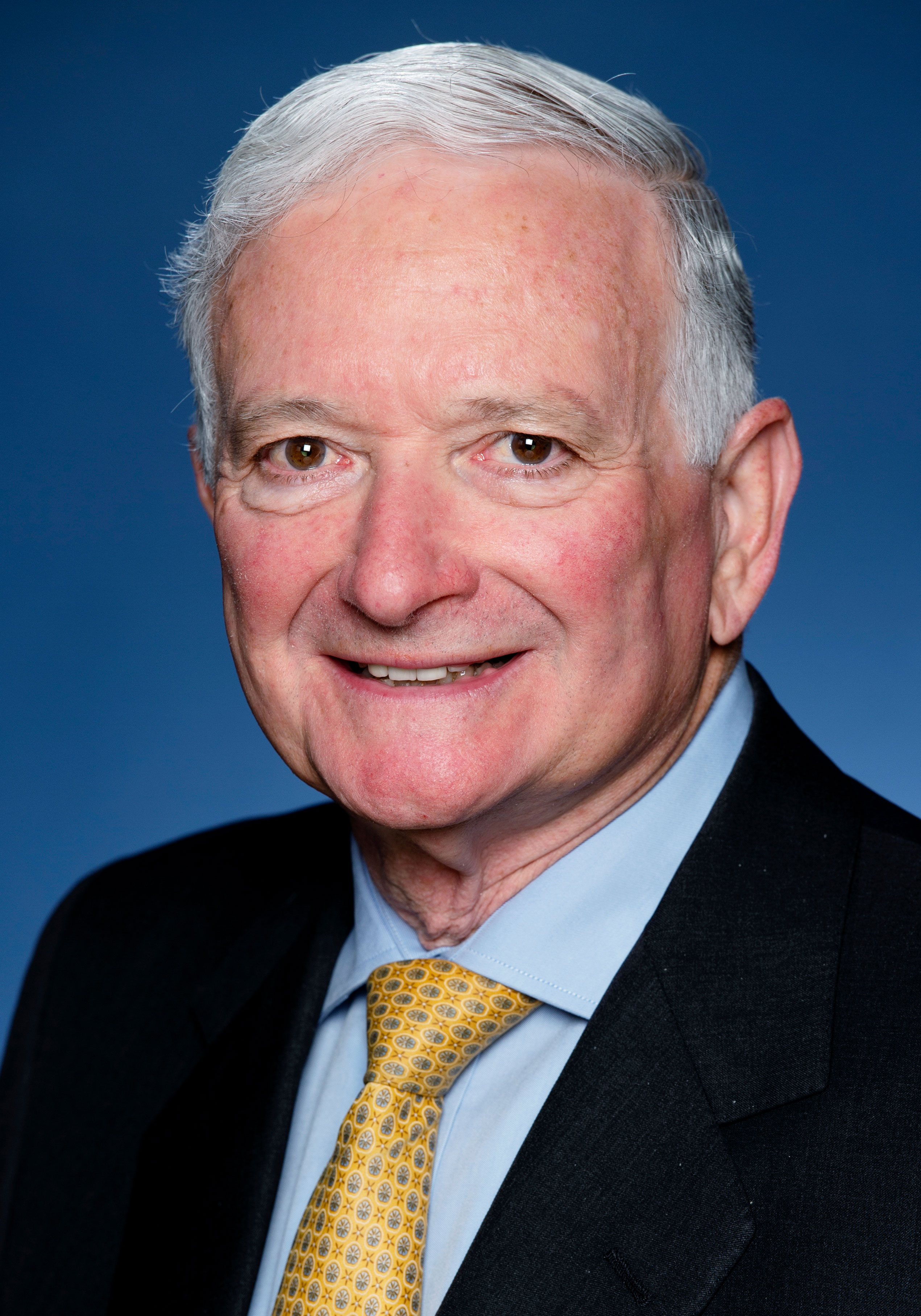
Nick_Greiner (2021)

Hon. Nicholas „Nick“ Frank Greiner, AC (* 27. April 1947 in Budapest) ist ein australischer Politiker der Liberal Party of Australia, der unter anderem zwischen 1980 und 1992 Mitglied im Parlament von New South Wales sowie von 1988 bis 1992 Premierminister von New South Wales war. Er war zudem zwischen 2017 und 2020 Präsident der Liberal Party of Australia und ist seit 2021 Generalkonsul in New York City.

## Leben

### Studien, Manager und Mitglied des Parlaments von New South Wales
Nicholas „Nick“ Frank Greiner, Sohn von Nicholas Greiner und dessen Ehefrau Clare Greiner, besuchte zwischen 1958 und 1963 das St Ingnatius’ College in Riverview und begann daraufhin 1964 ein Studium der Wirtschaftswissenschaften an der Universität Sydney, welches er 1967 mit einem Bachelor of Economics (B.Ec. (Hons)) beendete. Mit einem Stipendium des Fulbright-Programm absolvierte er daraufhin zwischen 1968 und 1970 ein postgraduales Studium im Fach Management an der Harvard Business School der Harvard University, das er mit einem Master of Business Administration (MBA) abschloss. Danach nahm er eine Tätigkeit als Manager in der Holz-, Bau- und Verlagsbranche in Australien und den USA auf und war zudem selbst Leiter von Unternehmen sowie Unternehmensberater.
Am 13. September 1980 wurde Greiner für die Liberal Party of Australia erstmals Mitglied im Parlament von New South Wales und vertrat in der Legislativversammlung (New South Wales Legislative Assembly) bis zum 24. Juni 1992 fast zwölf Jahre lang den Wahlkreis Ku-ring-gai. Zu Beginn seiner Parlamentszugehörigkeit war er zwischen dem 1. Februar 1981 und dem 1. Februar 1983 Mitglied des Rechnungsprüfungsausschusses (Public Accounts Committee). Nachdem er am 15. März 1983 als Nachfolger von John Dowd als Leader of the New South Wales Liberal Party Vorsitzender der Liberalen Partei in New South Wales wurde, übernahm er zugleich den Posten als Oppositionsführer (Leader of the Opposition) im Parlament.

### Premierminister von New South Wales, Präsident der Liberal Party of Australia und Generalkonsul in New York

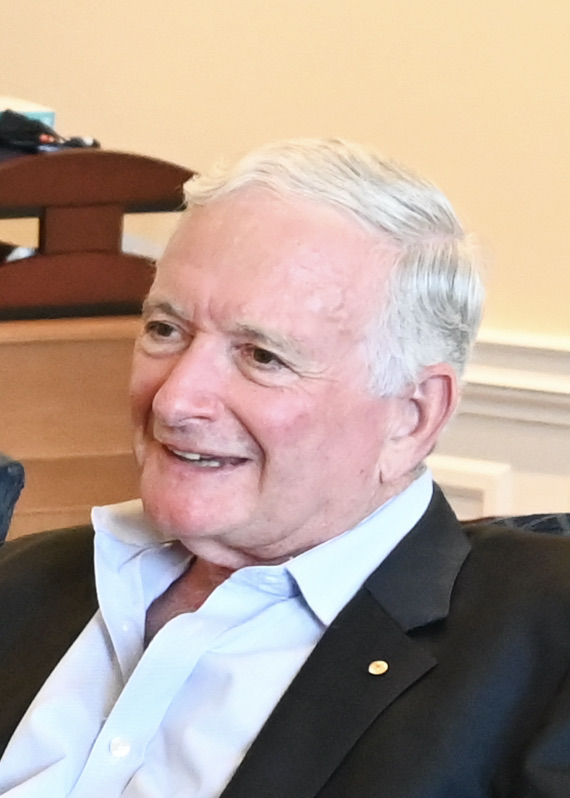
Nick Greiner (2021)

Aus den Parlamentswahlen am 19. März 1988 ging die Liberal Party als klarer Wahlsieger hervor und erhielt mit 49,54 Prozent eine absolute Mehrheit von 59 der 109 Sitze im Parlament, während die bisherige regierende Australian Labor Party von Premierminister Barrie Unsworth mit 44 Prozent nur noch 43 Sitze erhielt. Daraufhin wurde Greiner am 25. März 1988 als Nachfolger von Unsworth selbst Premierminister von New South Wales und bekleidete dieses Amt bis zum 24. Juni 1992. In seinem Kabinett bekleidete er zudem zwischen dem 25. März 1988 und dem 24. Juni 1992 die Posten als Schatzminister (Treasurer) und als Minister für ethnische Angelegenheiten (Minister for Ethnic Affairs). Bei den Wahlen vom 25. Mai 1991 erlitt die Liberal Party zwar Verluste und erhielt mit 44,68 Prozent 49 der nunmehr 99 Sitze im Parlament. Sie verfügte damit zwar nicht mehr über eine absolute Mehrheit, war aber immer noch stärkste Fraktion, während die jetzt von Bob Carr geführte Australian Labor Party 39,05 Prozent und 46 Sitze erhielt. Am 24. Juni 1992 trat er als Premierminister zurück, nachdem bekannt wurde, dass er und der Umweltminister Tim Moore dem bisherigen Liberal Party-Abgeordneten Terry Metherell, der daraufhin als Parteiloser dem Parlament angehörte, den Posten als Direktor der Umweltschutzbehörde (Office of Environment & Heritage) angeboten hatte. Dies wurde ihm von der oppositionellen Labour-Fraktion als Korruption vorgeworfen. Nach seinem Rücktritt übernahm John Fahey die beiden Ämter als Premierminister und Vorsitzender der Liberal Party in New South Wales.
Im Anschluss zog sich Greiner aus der Politik zurück und übernahm wieder Funktion in der Wirtschaft. Für seine Verdienste wurde er am 10. Juni 1994 Companion des Order of Australia (AC). 2011 wurde er Vorsitzender der neu geschaffenen Infrastructure NSW, eine Behörde der Regierung von New South Wales, die unabhängige Beratung anbietet, um die Regierung bei der Identifizierung und Priorisierung der Bereitstellung kritischer öffentlicher Infrastruktur im gesamten australischen Bundesstaat New South Wales für wirtschaftliches und soziales Wohlergehen zu unterstützen. Er behielt diese Funktion bis 2013 und wurde dann von Graham Bradley abgelöst.
Am 24. Juni 2017 löste Nick Greiner Richard Alston als President of the Liberal Party of Australia und war damit bis zu seiner Ablösung durch John Olsen am 7. August 2020 als Parteipräsident für die Geschäftsführung der Liberalen Partei zuständig. Im Februar 2021 wurde er schließlich Generalkonsul in New York City.
Aus seiner am 1. August 1970 geschlossenen Ehe mit Kathryn Greiner gingen ein Sohn und eine Tochter hervor.

## Hintergrundliteratur
- Michael Gleeson, Toni Allan, Michael Wilkins: An act of corruption?, ABC Books, Sydney, 1992, ISBN 0-7333-0263-7.
- Ian Hancock: Nick Greiner. A Political Biography, Connor Court Publishing, Ballan, 2013, ISBN 978-1-922168-54-2.